# John Dillinger
John Herbert Dillinger (Indianápolis, Indiana, 22 de junio de 1903-Chicago, Illinois, 22 de julio de 1934) fue un asaltante de bancos estadounidense, considerado uno de los tantos iconos de la cultura popular en ese país. Su fama se debe a la idealización que se ha hecho de sus procedimientos como ladrón y a la manera fácil en que escapaba de la policía y de la cárcel. Sus hazañas, junto con las de otros asaltantes de la época, como Bonnie y Clyde o Kate "Ma" Barker o su camarada Baby Face Nelson, llamaron la atención de la prensa estadounidense y sus lectores durante la década de 1930. Su popularidad lo ha convertido en leyenda, a pesar de haber sido uno de los ladrones más buscados de su tiempo.

## Biografía
Nació el 22 de junio de 1903 en Indianápolis, Indiana. Sus padres fueron John Wilson Dillinger (1864–1934) y su primera esposa, Mary Ellen Lancaster (1860-1907). Se alistó en la Armada de los Estados Unidos, pero desertó a los pocos meses, por lo que fue dado de baja sin honra militar. Regresó a Indiana, donde se casó el 12 de abril de 1924, con su novia, Beryl Ethel Hovious, de solamente 16 años, en un intento por asentar su vida. Sin embargo, tuvo dificultades para conseguir trabajo y su matrimonio se desmoronó, por lo que se divorciaron el 20 de junio de 1929. Dillinger tenía ascendencia alemana e inglesa.
Una noche de 1924, Ed Singleton, un delincuente ocasional y amigo suyo, lo convenció para que colaborase en el asalto a un conocido tendero de la localidad, llamado Frank Morgan. La policía los capturó después del asalto. Singleton contrató un abogado para apelar su sentencia, por lo que fue condenado a sólo dos años de prisión, mientras que el propio Dillinger, que no pudo contar con representación legal, fue condenado y enviado a prisión. Su sentencia fue de nueve años. En la cárcel, fue un miembro destacado del equipo de béisbol: jugó tan bien que se llegó a comentar que bajo condiciones normales, hubiera podido llegar a ser un jugador profesional.

## Carrera delictiva
Dillinger cedió al estilo de vida criminal durante su estancia en la cárcel y aprendió de sus compañeros los trucos para robar bancos. Junto a varios de ellos, planeó algunos atracos, sobre todo cuando se reunían durante sus labores en la lavandería de la Prisión del Estado de Indiana. Algunos miembros de su primera banda fueron Harry Pierpont, Russell Clark, Charles Makley, Walter Dietrich y John “Red” Hamilton.[cita requerida]
Sus mayores delitos se cometieron a partir de mayo de 1933, cuando salió en libertad condicional después de cumplir ocho años y medio de condena. Al poco tiempo, robó un banco en Bluffton, Ohio. La policía lo arrestó el 22 de septiembre, y fue internado en la cárcel estatal de Ohio, a la espera de juicio.[cita requerida]
Cuatro días después, algunos amigos de Dillinger (Harry Pierpont, Russell Clark, Charles Makley y Harry Copeland) que habían escapado de la Prisión del Estado de Indiana, se presentaron vistiendo uniformes ante el sheriff Jessie Sarber de la prisión de Lima, haciéndose pasar por agentes que querían llevar al preso de regreso al penal de Indiana. El sheriff no los creyó y cuando les pidió sus credenciales, uno de los criminales sacó su arma y le disparó. Luego cogieron las llaves, sacaron a Dillinger de su celda y encerraron a la esposa del sheriff en otra, antes de huir.[cita requerida]
Aunque ninguno de estos delincuentes había violado específicamente ninguna ley federal, se requirió al FBI su asistencia para su identificación y localización. Después de que la División de Identificación del FBI confirmara su identidad por sus huellas dactilares, comenzó su búsqueda para la captura.[cita requerida]
Mientras tanto, la banda de Dillinger robó varios bancos. En estos atracos había muy pocos muertos – en algunos casos ninguno – y el público que leía las noticias en los periódicos, molestos con los banqueros por los efectos recesivos de la Gran Depresión, comenzó a idealizar a Dillinger como un ladrón justiciero y con notable estilo personal. Incluso los números de la banda parecieran ser discretos en cuanto a la violencia utilizada en sus robos, a pesar de que después del rescate de su líder, sustrajeron todo un arsenal de armas de la policía de Auburn en Indiana. Luego, el 14 de diciembre, John Hamilton, uno de sus miembros, disparó y mató a un agente en Chicago. Un mes después, durante un tiroteo, la banda mató al oficial de policía William O’Malley en el robo al Primer Banco Nacional Del Este De Chicago, en Indiana.[cita requerida]
La banda se trasladó posteriormente a Florida, y subsecuentemente, a Tucson, Arizona. Allí, el 23 de enero de 1934, ocurrió un incendio en el hotel Historic Hotel Congress donde Clark y Makley se escondían utilizando nombres falsos. Los bomberos reconocieron a los hombres por sus fotografías, y un policía local los arrestó, al igual que a Dillinger y a Harry Pierpont. Se les encontraron varias armas y más de 25.000 dólares en efectivo, que representaban una fortuna para la época, parte del robo al Banco en Chicago.[cita requerida]
Dillinger fue llevado a la cárcel de Crown Point, Indiana, a la espera de su juicio por el asesinato del policía O’Malley, muerto en el tiroteo del robo al Banco Este de Chicago. Las autoridades alardearon mucho acerca de que la prisión era a prueba de fugas, pero el 3 de marzo de 1934, Dillinger utilizó uno de sus trucos para escapar. Talló un objeto con forma de pistola en un material aún sin especificar — posiblemente una barra de jabón o un pedazo de madera — y amedrentó a los guardias de la prisión para que le abrieran la celda y poder huir, después de encerrar a sus custodios. Este hecho le facilitó más el camino a la fama.[cita requerida]
Después de avergonzar a las autoridades, Dillinger escapó en el auto de la sheriff Lillian Holley, un nuevo y flamante Ford V8. La prensa se burló de esa acción y publicó titulares en donde se mofaban de la sheriff Holley, lo cual aumentó la popularidad del ladrón. Sin embargo, el prófugo cometió el error de cruzar la línea estatal divisoria de Indiana-Illinois en el vehículo robado, violando así una ley federal e involucrando al FBI en su captura.[cita requerida]
Mientras tanto, Pierpont, Makley y Clark fueron devueltos a la cárcel de Ohio y sentenciados por el asesinato del sheriff de Ohio. Pierpont y Makley fueron condenados a muerte y Clark a cadena perpetua. Pero en un intento de fuga, Makley resultó muerto y Pierpont sufrió una herida. Un mes después, Pierpont se recobró lo suficiente para ser ejecutado.[cita requerida]

### La segunda banda
Ya en Chicago, Dillinger se reunió con su novia, Evelyn Frechette y luego se asoció con Homer Van Meter, Lester Joseph Gillis (Baby Face Nelson), Eddie Green y Tommy Carrol, entre otros. Con esta segunda banda también logró realizar grandes robos de dinero a los bancos.
El FBI siguió la pista de la banda y el 3 de abril, en un enfrentamiento, hirieron a Eddie Green y al mismo Dillinger. Este último logró escapar, pero Green murió ocho días después en un hospital.[cita requerida]
Después del enfrentamiento con el FBI, Dillinger y su novia Evelyn se fueron a Mooresville, Indiana, donde permanecieron en la casa de su padre y de su hermanastro, hasta que sanara su herida. Luego, Evelyn se fue a Chicago a visitar a un amigo, y allí el FBI logró su arresto. Se la sentenció a una multa de 1000 dólares y dos años en prisión.[cita requerida]
Al poco tiempo, Dillinger se volvió a reunir con sus compañeros y se refugiaron en un pequeño lugar llamado Little Bohemia Lodge. La banda tenía vigilado todo lo que sucedía allí, pero aun así no pudieron evitar que alguien diera aviso al FBI, quienes llegaron al lugar y sin poder sorprender al grupo, se enfrentaron con ellos a balazos. Baby Face Nelson mató al agente W. Carter Baum, y todos los miembros de la banda huyeron en varias direcciones, despistando a los agentes.[cita requerida]
Para el verano de 1934, Dillinger volvió a Chicago bajo el nombre de Jimmy Lawrence. Consiguió un empleo y encontró una nueva novia, llamada Polly Hamilton, que no tenía conocimiento de su verdadera identidad. En una gran metrópolis como Chicago, Dillinger pudo llevar una vida anónima por un tiempo.[cita requerida]
El día de su muerte, Dillinger, que era el hombre más buscado en aquel entonces, acudió con Polly y su amiga Anna Sage, quien lo delató para evitar ser deportada, a ver la cinta El enemigo público número uno al cine Biograph, en Lincoln Park, en Illinois.[cita requerida]
Las órdenes de J. Edgar Hoover, al mando del BOI (predecesor del FBI) fueron claras: esperar a que el hampón saliese del cine y, en ese momento, disparar a matar. Fue acribillado a tiros por Melvin Purvis, agente del FBI, le hirieron de muerte por la espalda y una de las balas le atravesó un ojo, por lo que murió en el acto.[cita requerida]

## Icono de la cultura popular
La crisis ocasionada por la Gran Depresión de 1929 causó la quiebra de varios bancos, lo cual perjudicó a la gente trabajadora, ya que tenía sus ahorros invertidos allí y terminaba perdiendo el esfuerzo de toda una vida. La inestabilidad económica motivó la desconfianza en las entidades financieras, que no ofrecían ninguna solvencia. Esta situación, que afectó a todas las naciones, favoreció el surgimiento de gangsters y bandoleros en los Estados Unidos.[cita requerida]
El entorno social de rencor y desconfianza produjo la animadversión hacia los banqueros, por lo cual la gente trasladó su odio y molestia, reflejándolos en la satisfacción que sentían por los ladrones de bancos, como John Dillinger, máxime cuando las víctimas mortales de sus robos fueran muy pocas, y solo se trataba de figuras de la autoridad, jamás gente que se encontraba en el lugar equivocado en un mal momento.[cita requerida]
Con el paso de los años, ha sobrevivido el mito de Dillinger como rebelde vengador, reivindicado más por el encono social hacia la autoridad que por su contribución al pueblo, que fue nula. Su muerte tan joven (apenas 31 años), sus sonadas fugas, su estampa viril, su atractivo sexual y su aparente e idealizada limpieza delictiva — al permitirse tan pocas muertes — le han servido para ganarse un lugar destacado en la cultura popular. Dillinger, por lo demás, no tuvo hijos.[cita requerida]

## Dillinger en el cine
John Dillinger ha sido representado en varias oportunidades en el cine. La primera de ellas en el año 1945, con la película del mismo nombre, dirigida por Max Nosseck, y Lawrence Tierney en el papel de Dillinger,  protagonizada por Edmund Lowe y Anne Jeffreys.
Más tarde, John Milius dirigió Dillinger, película de 1973 protagonizada por Warren Oates, y la última caracterización en 2009 estuvo a cargo de Johnny Depp, en la película Enemigos públicos, en la que también actúan Christian Bale, interpretando a Melvin Purvis, y Marion Cotillard, interpretando a la novia de Dillinger, Evelyn Frechette.[cita requerida]